# Akadia
Akadia (fr. Acadie, ang. Acadia) – kolonia francuska w Ameryce Północnej. Akadia zajmowała obszar od wschodnich wybrzeży kontynentu, do ujścia Rzeki św. Wawrzyńca. Od południa graniczyła z Nową Anglią (z dzisiejszym Maine).

## Historia

Akadia w 1754 roku

Pierwsze osiedle francuskie w Akadii powstało w 1604 i liczyło 120 osiedleńców. Zostało założone przez Pierre’a du Gua de Montsa. W 1605 roku francuscy osadnicy założyli Port Royal, do którego się przenieśli.
Przetrwało zaledwie trzy lata i po ciężkich stratach, głównie z powodu szkorbutu koloniści powrócili do Francji. Niedługo potem w 1611 większość z nich powróciła do Akadii, tym razem już lepiej przygotowana. Wspierani finansowo przez hugenotów rozpoczęli drugi, tym razem już udany epizod kolonizacyjny. Co prawda, wobec pojawienia się jezuitów w Akadii, hugenoci wycofali swe poparcie, lecz akcja kolonizacyjna nabrała już wtedy odpowiedniego rozpędu.
W 1621 Brytyjczycy zainteresowali się terenami Akadii. Król Jakub I Stuart objął Akadię swym protektoratem, przekazując funkcje wicekrólewskie Williamowi Alexandrowi, księciu Sterling ze Szkocji. W 1629 wysłał on tam pierwszą partię szkockich kolonistów w liczbie 100 mężczyzn, ale ostatecznie eksperyment ten skończył się niepowodzeniem. Podział władzy w Akadii został zakończony traktatem z St-Germain w roku 1632, kiedy to potwierdzono prawa francuskie do Akadii i Nowej Francji. W tym też czasie suwerenność kolonii została ograniczona poprzez włączenie jej w system państwowy Francji. Pierwszym gubernatorem generalnym Akadii został Isaac de Razilly mianowany przez Ludwika XIII.
Kolejne sto lat w historii Akadii to lata względnej prosperity, przerywanej wojnami toczonymi z Nową Anglią. Podstawą gospodarki kolonii był handel, głównie futrami. Mimo względnego dobrobytu, Akadia podobnie jak Nowa Francja nie zdołała zapewnić sobie samowystarczalności żywnościowej i była uzależniona od importu z Francji.
W ciągu 142 lat historii Akadii jej ludność znacznie wzrosła, choć pozostawała daleko w tyle za podobnymi do niej koloniami brytyjskimi, oraz także za Nową Francją. Kolejne spisy ludności dawały następujące wyniki:
| Rok  | Liczba ludności |
| ---- | --------------- |
| 1608 | 10              |
| 1640 | 200             |
| 1710 | 1700            |
| 1750 | 8000            |

Nieoficjalna flaga Akadii

W wyniku traktatu pokojowego w Utrechcie kończącego hiszpańską wojnę sukcesyjną w 1713 roku Francja musiała się zrzec Akadii na rzecz Wielkiej Brytanii. Obszar ten został nazwany Nową Szkocją.
Cztery dziesięciolecia później władze brytyjskie zdecydowały o deportacji wszystkich osadników francuskich do innych kolonii brytyjskich lub do kontynentalnej Francji. Duża część deportowanych przeniosła się później do Luizjany, reszta wróciła do Akadii (wtedy już Nowej Szkocji), gdzie już jednak gospodarowali na ich ziemiach koloniści z Wysp Brytyjskich. Z tego względu Akadianie wyruszyli dalej na północ, osiedlając się ostatecznie na obszarze dzisiejszego Nowego Brunszwiku.

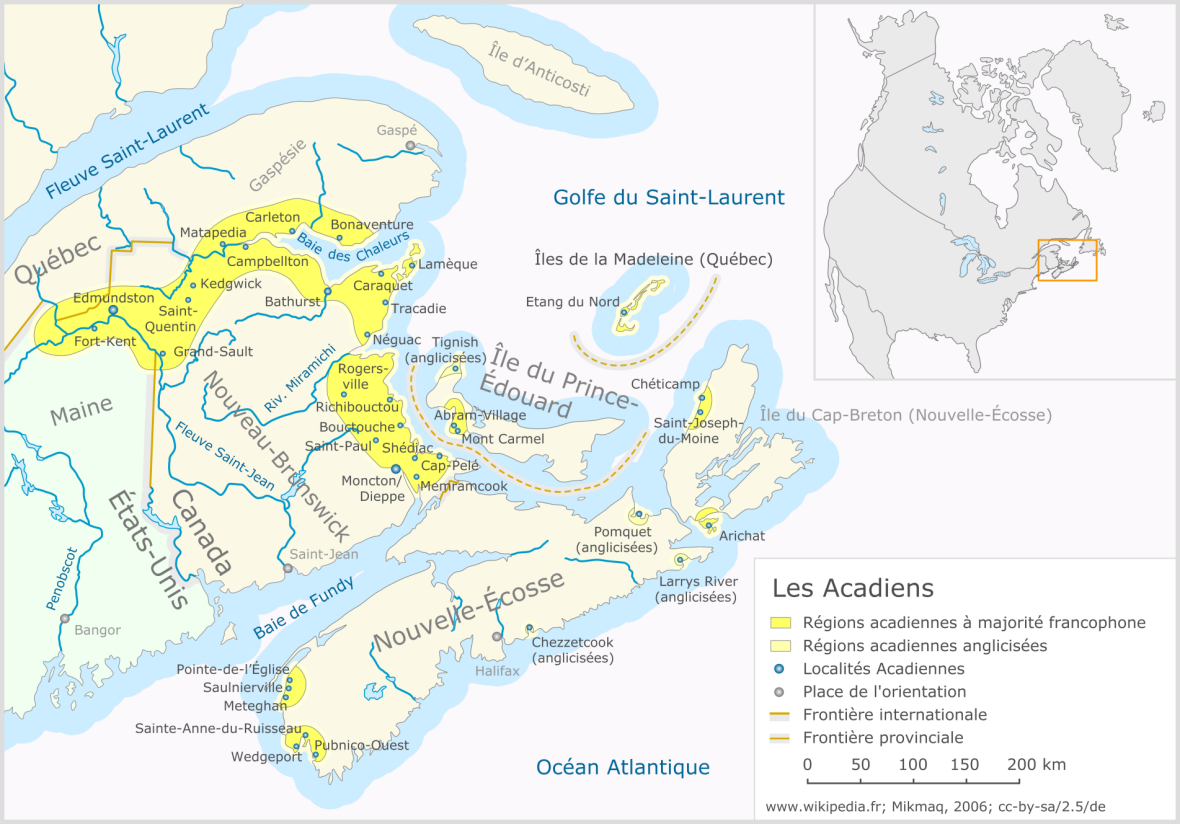
Akadia dzisiaj - obszary zamieszkiwane przez Akadian

Ze względu na deportacje pojęcie Akadia straciło swe terytorialne znaczenie i zaczęło się odnosić do obszarów Kanady atlantyckiej, gdzie mieszkają Akadianie. Natomiast w celach marketingowych często używa się dzisiaj określenia Akadia lub Wybrzeże Akadiańskie w stosunku do wschodniego wybrzeża Nowego Brunszwiku. Pojęcia Akadia używa się również w stosunku do Półwyspu Akadiańskiego.
| Nazwisko                  | Rok objęcia urzędu | Rok złożenia urzędu |
| ------------------------- | ------------------ | ------------------- |
| Pierre du Gua de Monts    | 1603               | 1608                |
| Jean de Poutrincourt      | 1606               | 1615                |
| Charles de Biencourt      | 1615               | 1623                |
| Charles de La Tour        | 1631               | 1642                |
| Ignace de Razilly         | 1632               | 1635                |
| Charles de Menou d'Aulnay | 1638               | 1650                |
| Charles de La Tour        | 1653               | 1657                |
| Emmanuel LeBorgne         | 1657               | 1667                |

Uwaga Daty urzędowania wymagają weryfikacji